# 埃伯塞肯
埃伯塞肯是瑞士的城鎮，位於該國中部，由琉森州負責管轄，面積8.56平方公里，八成土地是農業用地，海拔高度548米，2011年人口422，人口密度每平方公里49人。